# Жузеп Гвардіола
Жузéп (Пеп) Гвардіо́ла (кат. Josep Guardiola i Sala, [ʒuˈzɛb gwaɾdiˈɔłə] — повне ім'я та прізвище Жузéп Гвардіо́ла-і-Са́ла, нерідко використовується транскрипція з іспанської Хосéп Гвардіо́ла, народ. 18 січня 1971, Сантпідор, Каталонія, Іспанія) — колишній каталонський та іспанський футболіст, нині футбольний тренер. Відомий гравець «Барселони». Один з найтитулованіших футбольних тренерів XXI століття.
Виступав на позиції опорного півзахисника. Колишній гравець «Барселони», «Брешія», «Роми», «Аль-Ахлі», «Дорадос де Сіналоа», збірних Іспанії й Каталонії. Як гравець Гвардіола — шестиразовий чемпіон Іспанії, дворазовий володар Кубка Іспанії, чотириразовий володар Суперкубка Іспанії, переможець Кубка європейських чемпіонів, володар Кубка володарів кубків і Суперкубка УЄФА, зі збірною ставав олімпійським чемпіоном.
Націоналістичний рух «Разом за Каталонію» у 2019 році розглядав Гвардіолу як кандидата на пост президента Каталонської автономії.
Після завершення ігрової кар'єри, Гвардіола протягом одного сезону тренував «Барселону Б», з якою він виграв титул «Терсера Дивізіон», і очолив головну команду «Барселони» у 2008 році. У своєму першому сезоні як головний тренер «Барселони», здобув требл: виграв Ла Лігу, Копа-дель-Рей та Лігу чемпіонів УЄФА. Гвардіола став наймолодшим менеджером, який виграв у першому ж сезоні всі вищезгадані змагання. У 2011 році, після того, як з клубом здобув «золотий дубль»: вигравши Ла Лігу та Лігу Чемпіонів, Гвардіола був нагороджений Золотою медаллю парламенту Каталонії, найвищою їх відзнакою. Того ж року його також назвали Тренером року FIFA. Жузеп провів у Барселоні 4 сезони, оголосивши про свій відхід у 2012 році, здобувши 14 трофеїв, що є клубним рекордом. Очоливши «Баварію» Гвардіола виграв у Бундеслізі кожен наступний сезон, а також два внутрішні «золоті дублі». Покинув «Баварію» у 2016 році й пристав на пропозицію «Манчестер Сіті», переміг у Прем'єр-лізі у своєму другому сезоні, побивши численні внутрішні рекорди, став першим тренером, який виграв усі три внутрішні англійські трофеї за один сезон.

## Ігрова кар'єра
Велику частину кар'єри він провів в іспанській «Барселоні», з якою 6 разів вигравав чемпіонський титул, 2 рази — кубок Іспанії, 4 рази — Суперкубок Іспанії. Гвардіола грав у футболці під номером 4, який в Барселоні став якщо не легендарним, то принаймні дуже поважним.
Також у складі «Барселони» Гвардіола виграв Кубок європейських чемпіонів в 1992 році, Кубок володарів кубків у 1997 році, а також двічі вигравав Суперкубок Європи.
На рівні збірної Гвардіола в 1992 році на Олімпійських іграх, що проходили в Барселоні, виграв золоті медалі.
У 2001 році Гвардіола покинув Барселону, переїхавши до Італії, пізніше він грав у Кувейті та Мексиці, де в 2006 році він закінчив кар'єру гравця, після чого вирішив розпочати кар'єру тренера.

## Тренерська кар'єра
Влітку 2007 року Гвардіола очолив дубль «Барселони» (клуб «Барселона Б»), який виступав в одній з груп четвертого іспанського дивізіону (Tercera División). У сезоні 2007/08 клуб під його керівництвом виграв турнір у своїй групі і отримав можливість поборотися за вихід до третього іспанська дивізіон (Segunda División B). Його успіхи не залишилися непоміченими — наприкінці травня 2008 Гвардіола змінив на посту головного тренера Барселони Франка Райкарда.
У сезоні 2008/09 Гвардіола домігся унікального для Іспанії результату, вигравши за один турнірний цикл чемпіонат Іспанії, кубок Іспанії та Лігу чемпіонів. Також він став шостою людиною, який вигравав Кубок чемпіонів і як гравець, і як тренер. В одному ряду з ним стоять Мігель Муньос, Джованні Трапаттоні, Йоган Кройф, Карло Анчелотті і Франк Райкард.
Наступний сезон 2009/10 був для Гвардіоли менш успішним. «Барселона» здобула перемогу у Ла Лізі, Суперкубку Іспанії, Суперкубку УЄФА та Клубному чемпіонаті світу. Але каталонці в півфіналі Ліги Чемпіонів поступились «Міланському Інтеру», який тоді очолював Жозе Моурінью. Також «Барселона» на ранній стадії покинула і Кубок Іспанії.
У сезоні 2010/11 Гвардіолі знову вдалося оформити золотий хет-трик, але цього разу, замість Кубка Іспанії «Барселона» задовольнилась перемогою у Суперкубку Іспанії. Що ж до Кубку Короля, то в фіналі підопічні Гвардіоли зазнали мінімальної поразки від «Мадридського Реала».
Сезон 2011/12 став останнім для Жузепа як тренера «Барселони».

### Сезон 2013—2014
1 липня 2013 року Гвардіола офіційно очолив мюнхенську «Баварію», замінивши Юппа Гайнкеса. Контракт з «Баварією» був підписаний до 2016 року Якщо на внутрішній арені Жузепу вдалось добитись хороших результатів, то в єврокубках його переслідували невдачі. Протягом трьох років свого тренерства в «Баварії», Гвардіола тричі підряд вилітав з Ліги Чемпіонів на стадії півфіналу. Спочатку в сезоні 2013/14 його «Баварія» з розгромним рахунком поступилась «Мадридському Реалу». В сезоні 2014-15 мюнхенці не змогли здолати опір «Барселони». А в сезоні 2015-16 в запеклому двобої «Баварія» поступилась «Мадридському Атлетіко». Залишивши після своєї роботи двоякі враження, Гвардіола покидає Німеччину.
Перед сезоном 2016—2017 з'являється ряд чуток, які стверджували про наступне призначення Гвардіоли - «Манчестер Сіті». Зокрема, повідомлялося про те, що в «Манчестер Сіті» готові зробити Гвардіолу найвисокооплачуванішим тренером планети та виділити на трансфери нових футболістів у перший сезон іспанця в Англії 300 мільйонів євро.

### Сезон 2016—2017
1 лютого 2016 року «Манчестер Сіті» підписав з Гвардіолою трирічний контракт, а роботу Пеп розпочав з сезону 2016—2017. «Манчестер Сіті» програв перший передсезонний матч (0:1)"Баварії". 13 серпня 2016 року Манчестер Сіті виграв свій перший матч сезону Прем'єр-ліги 2016–17 проти «Сандерленда». 11 вересня 2016 року Гвардіола виграв своє перше дербі в Манчестері як тренер, перемігши 2:1. Це також була його шоста перемога проти «одвічного суперника» тренера Жозе Моурінью. Наприкінці вересня 2016 року Гвардіола виграв усі свої перші 10 матчів, на чолі «Манчестер Сіті», очоливши турнірну таблицю Англійської Прем'єр-ліги з перевагою у 4 очки над «Тоттенхемом», однак після цього зазнав першої поразки як тренер «Манчестер Сіті» — 0:2 проти найближчого переслідувача «Тоттенхема», при цьому залишився на вершині АПЛ з перевагою в одне очко перед міжнародною перервою. Після міжнародної перерви 23 жовтня 2016 року Гвардіола встановив свій антирекорд, провівши п'ять матчів без перемог. Невдалий відрізок сезону «Манчестер Сіті» продовжився в Кубку Ліги, де команда Гвардіоли зазнала поразки 0:1 від «Манчестер Юнайтед». Поразка означала, що «Манчестер Сіті» протягом останніх шести ігор у всіх змаганнях залишався без перемоги — найгірший результат у кар'єрі Пепа. 15 січня 2017 року «Манчестер Сіті» програв Евертону 0:4. Це була найбільша поразка Гвардіоли у внутрішніх змаганнях. «Манчестер Сіті» вилетів з Ліги Чемпіонів у раунді 1/16, зігравши з «Монако» за результатами двох матчів 6–6, однак забивши менше м'ячів на виїзді.

### Сезон 2017—2018
У сезоні 2017–2018 «Манчестер Сіті» виграв чемпіонат Англії, а Гвардіола став першим іспанським тренером, який привів команду до перемоги в АПЛ.

## Статистика виступів

### Статистика клубних виступів
| Сезон                 | Команда               | Чемпіонат             | Чемпіонат | Чемпіонат | Національний кубок | Національний кубок | Національний кубок | Континентальні кубки | Континентальні кубки | Континентальні кубки | Інші змагання | Інші змагання | Інші змагання | Усього | Усього |
| Сезон                 | Команда               | Ліга                  | Ігор      | Голів     | Ліга               | Ігор               | Голів              | Ліга                 | Ігор                 | Голів                | Ліга          | Ігор          | Голів         | Ігор   | Голів  |
| --------------------- | --------------------- | --------------------- | --------- | --------- | ------------------ | ------------------ | ------------------ | -------------------- | -------------------- | -------------------- | ------------- | ------------- | ------------- | ------ | ------ |
| 1990–91               | «Барселона»           | ПД                    | 4         | 0         | КІ                 | 0                  | 0                  | -                    | -                    | -                    | СІ            | 0             | 0             | 4      | 0      |
| 1991–92               | «Барселона»           | ПД                    | 26        | 0         | КІ                 | 0                  | 0                  | КЧ                   | 11                   | 0                    | СІ            | 2             | 0             | 39     | 0      |
| 1992–93               | «Барселона»           | ПД                    | 28        | 0         | КІ                 | 3                  | 1                  | ЛЧ                   | 4                    | 0                    | СІ+СУ+МКК     | 2+1+1         | 0             | 39     | 1      |
| 1993–94               | «Барселона»           | ПД                    | 34        | 0         | КІ                 | 3                  | 0                  | ЛЧ                   | 9                    | 0                    | СІ            | 2             | 0             | 48     | 0      |
| 1994–95               | «Барселона»           | ПД                    | 24        | 2         | КІ                 | 2                  | 0                  | ЛЧ                   | 6                    | 0                    | СІ            | 2             | 0             | 34     | 2      |
| 1995–96               | «Барселона»           | ПД                    | 32        | 1         | КІ                 | 7                  | 0                  | КУЄФА                | 8                    | 1                    | -             | -             | -             | 47     | 2      |
| 1996–97               | «Барселона»           | ПД                    | 38        | 0         | КІ                 | 6                  | 0                  | КЧ                   | 7                    | 1                    | СІ            | 2             | 0             | 53     | 1      |
| 1997–98               | «Барселона»           | ПД                    | 6         | 0         | КІ                 | 1                  | 0                  | ЛЧ                   | 5                    | 0                    | СІ+СУ         | 2+0           | 0             | 14     | 0      |
| 1998–99               | «Барселона»           | ПД                    | 22        | 1         | КІ                 | 3                  | 0                  | ЛЧ                   | 1                    | 0                    | СІ            | 0             | 0             | 26     | 1      |
| 1999–00               | «Барселона»           | ПД                    | 25        | 0         | КІ                 | 2                  | 0                  | ЛЧ                   | 12                   | 1                    | СІ            | 2             | 0             | 41     | 1      |
| 2000–01               | «Барселона»           | ПД                    | 24        | 2         | КІ                 | 6                  | 1                  | ЛЧ                   | 7                    | 0                    | -             | -             | -             | 37     | 3      |
| Усього за «Барселону» | Усього за «Барселону» | Усього за «Барселону» | 263       | 6         |                    | 33                 | 2                  |                      | 70                   | 3                    |               | 16            | 0             | 382    | 11     |
| 2001–02               | «Брешія»              | A                     | 11        | 2         | КІ                 | 2                  | 0                  | -                    | -                    | -                    | -             | -             | -             | 13     | 2      |
| 2002-січ. 2003        | «Рома»                | A                     | 4         | 0         | КІ                 | 1                  | 0                  | ЛЧ                   | 1                    | 0                    | -             | -             | -             | 6      | 0      |
| січ.-черв. 2003       | «Брешія»              | A                     | 13        | 1         | КІ                 | 0                  | 0                  | -                    | -                    | -                    | -             | -             | -             | 13     | 1      |
| Усього за «Брешію»    | Усього за «Брешію»    | Усього за «Брешію»    | 24        | 3         |                    | 2                  | 0                  |                      | -                    | -                    |               | -             | -             | 26     | 3      |
| 2003–04               | «Аль-Аглі»            | ЛЗК                   | 18        | 2         | КНП+КЕК            | ?                  | ?                  | -                    | -                    | -                    | -             | -             | -             | 18+    | 2+     |
| 2004–05               | «Аль-Аглі»            | ЛЗК                   | 18        | 5         | КНП+КЕК            | ?                  | ?                  | -                    | -                    | -                    | -             | -             | -             | 18+    | 5+     |
| Усього за «Аль-Аглі»  | Усього за «Аль-Аглі»  | Усього за «Аль-Аглі»  | 36        | 7         |                    | ?                  | ?                  |                      | -                    | -                    |               | -             | -             | 36+    | 7+     |
| 2006                  | «Дорадос де Сіналоа»  | 2Л                    | 10        | 1         | -                  | -                  | -                  | -                    | -                    | -                    | -             | -             | -             | 10     | 1      |
| Усього за кар'єру     | Усього за кар'єру     | Усього за кар'єру     | 337       | 17        |                    | 36+                | 2+                 |                      | 71                   | 3                    |               | 16            | 0             | 460+   | 22+    |

### Статистика виступів за збірну
| Дата       | Місто                  | Господарі         | Результат | Гості                | Турнір                | Голи | Примітки |
| ---------- | ---------------------- | ----------------- | --------- | -------------------- | --------------------- | ---- | -------- |
| 14-10-1992 | Белфаст                | Північна Ірландія | 0 – 0     | Іспанія              | Відбір до ЧС 1994     | -    | 67'      |
| 16-12-1992 | Севілья                | Іспанія           | 5 – 0     | Латвія               | Відбір до ЧС 1994     | 1    |          |
| 24-2-1993  | Севілья                | Іспанія           | 5 – 0     | Литва                | Відбір до ЧС 1994     | -    |          |
| 31-3-1993  | Копенгаген             | Данія             | 1 – 0     | Іспанія              | Відбір до ЧС 1994     | -    | 46'      |
| 8-9-1993   | Аліканте               | Іспанія           | 2 – 0     | Чилі                 | товариський матч      | -    | 46'      |
| 22-9-1993  | Тирана                 | Албанія           | 1 – 5     | Іспанія              | Відбір до ЧС 1994     | -    | 55'      |
| 13-10-1993 | Дублін                 | Ірландія          | 1 – 3     | Іспанія              | Відбір до ЧС 1994     | -    | 67'      |
| 9-2-1994   | Санта-Крус-де-Тенерифе | Іспанія           | 1 – 1     | Польща               | товариський матч      | -    | 46'      |
| 23-3-1994  | Валенсія               | Іспанія           | 0 – 1     | Хорватія             | товариський матч      | -    | 46'      |
| 2-6-1994   | Тампере                | Фінляндія         | 1 – 2     | Іспанія              | товариський матч      | -    |          |
| 10-6-1994  | Монреаль               | Канада            | 0 – 2     | Іспанія              | товариський матч      | -    | 57'      |
| 21-6-1994  | Чикаго                 | Німеччина         | 1 – 1     | Іспанія              | ЧС 1994 - 1-й етап    | -    | 67'      |
| 27-6-1994  | Чикаго                 | Болівія           | 1 – 3     | Іспанія              | ЧС 1994 - 1-й етап    | 1    | 68'      |
| 7-9-1994   | Лімасол                | Кіпр              | 1 – 2     | Іспанія              | Відбір до ЧЄ 1996     | -    | 63'      |
| 4-9-1996   | Тофтір                 | Фарерські острови | 2 – 6     | Іспанія              | Відбір до ЧС 1998     | -    |          |
| 9-10-1996  | Прага                  | Чехія             | 0 – 0     | Іспанія              | Відбір до ЧС 1998     | -    | 52'      |
| 13-11-1996 | Санта-Крус-де-Тенерифе | Іспанія           | 4 – 1     | Словаччина           | Відбір до ЧС 1998     | -    | 58'      |
| 14-12-1996 | Валенсія               | Іспанія           | 2 – 0     | Югославія            | Відбір до ЧС 1998     | 1    |          |
| 18-12-1996 | Валлетта               | Мальта            | 0 – 3     | Іспанія              | Відбір до ЧС 1998     | -    | 61'      |
| 12-2-1997  | Аліканте               | Іспанія           | 4 – 0     | Мальта               | Відбір до ЧС 1998     | 1    | 73'      |
| 30-4-1997  | Белград                | Югославія         | 1 – 1     | Іспанія              | Відбір до ЧС 1998     | -    |          |
| 8-6-1997   | Вальядолід             | Іспанія           | 1 – 0     | Чехія                | Відбір до ЧС 1998     | -    |          |
| 11-10-1997 | Хіхон                  | Іспанія           | 3 – 1     | Фарерські острови    | Відбір до ЧС 1998     | -    | 57'      |
| 27-3-1999  | Валенсія               | Іспанія           | 9 – 0     | Австрія              | Відбір до ЧЄ 2000     | -    |          |
| 31-3-1999  | Серравалле             | Сан-Марино        | 0 – 6     | Іспанія              | Відбір до ЧЄ 2000     | -    | 70'      |
| 5-5-1999   | Севілья                | Іспанія           | 3 – 1     | Хорватія             | товариський матч      | -    | 69'      |
| 5-6-1999   | Вілярреаль             | Іспанія           | 9 – 0     | Сан-Марино           | Відбір до ЧЄ 2000     | -    |          |
| 4-9-1999   | Відень                 | Австрія           | 1 – 3     | Іспанія              | Відбір до ЧЄ 2000     | -    | 51'      |
| 8-9-1999   | Бадахос                | Іспанія           | 8 – 0     | Кіпр                 | Відбір до ЧЄ 2000     | -    |          |
| 10-10-1999 | Альбасете              | Іспанія           | 3 – 0     | Ізраїль              | Відбір до ЧЄ 2000     | -    |          |
| 13-11-1999 | Віго                   | Іспанія           | 0 – 0     | Бразилія             | товариський матч      | -    |          |
| 17-11-1999 | Севілья                | Іспанія           | 0 – 2     | Аргентина            | товариський матч      | -    |          |
| 26-1-2000  | Картахена              | Іспанія           | 3 – 0     | Польща               | товариський матч      | -    | 65'      |
| 29-3-2000  | Барселона              | Іспанія           | 2 – 0     | Італія               | товариський матч      | -    | 77'      |
| 3-6-2000   | Гетеборг               | Швеція            | 1 – 1     | Іспанія              | товариський матч      | 1    |          |
| 13-6-2000  | Роттердам              | Іспанія           | 0 – 1     | Норвегія             | ЧЄ 2000 - 1-й етап    | -    |          |
| 18-6-2000  | Амстердам              | Словенія          | 1 – 2     | Іспанія              | ЧЄ 2000 - 1-й етап    | -    | 81'      |
| 21-6-2000  | Брюгге                 | Югославія         | 3 – 4     | Іспанія              | ЧЄ 2000 - 1-й етап    | -    |          |
| 25-6-2000  | Брюгге                 | Іспанія           | 1 – 2     | Франція              | ЧЄ 2000 - чвертьфінал | -    | 61'      |
| 16-8-2000  | Ганновер               | Німеччина         | 4 – 1     | Іспанія              | товариський матч      | -    | 11'      |
| 28-2-2001  | Бірмінгем              | Англія            | 3 – 0     | Іспанія              | товариський матч      | -    | 81'      |
| 24-3-2001  | Аліканте               | Іспанія           | 5 – 0     | Ліхтенштейн          | Відбір до ЧС 2002     | -    | 83'      |
| 28-3-2001  | Валенсія               | Іспанія           | 2 – 1     | Франція              | товариський матч      | -    |          |
| 25-4-2001  | Кордова                | Іспанія           | 1 – 0     | Японія               | товариський матч      | -    | 75'      |
| 2-6-2001   | Ов'єдо                 | Іспанія           | 4 – 1     | Боснія і Герцеговина | Відбір до ЧС 2002     | -    |          |
| 6-6-2001   | Тель-Авів              | Ізраїль           | 1 – 1     | Іспанія              | Відбір до ЧС 2002     | -    | 59'      |
| 14-11-2001 | Уельва                 | Іспанія           | 1 – 0     | Мексика              | товариський матч      | -    | 57'      |
| Усього     |                        | Матчів            | 47        |                      | Голів                 | 5    |          |

## Досягнення

### Як гравець

#### Барселона
- Чемпіон Іспанії (6): 1990-91, 1991-92, 1992-93, 1993-94, 1997-98, 1998-99
- Володар Кубка Іспанії (2): 1996-97, 1997-98
- Володар Суперкубка Іспанії (4): 1991, 1992, 1994, 1996
- Володар Кубка європейських чемпіонів (1): 1991-92
- Володар Кубка володарів кубків (1): 1996-97
- Володар Суперкубка УЄФА (2): 1992, 1997
- Найкращий молодий футболіст в Європі (Трофей Браво): 1992

#### Збірна Іспанії
- Олімпійський чемпіон (1): 1992

### Як тренер

#### «Барселона»
- Чемпіон Іспанії (3): 2008-09, 2009-10, 2010-11
- Володар Кубка Іспанії (2): 2008-09, 2011-12
- Переможець Ліги чемпіонів УЄФА (2): 2008-09, 2010-11
- Володар Суперкубка Іспанії (3): 2009, 2010, 2011
- Володар Суперкубка УЄФА (2): 2009, 2011
- Чемпіон світу серед клубів (2): 2009, 2011

#### «Баварія»
- Чемпіон Німеччини (3): 2013-14, 2014–2015, 2015–2016
- Володар Суперкубка УЄФА (1): 2013
- Чемпіон світу серед клубів (1): 2013
- Володар Кубка Німеччини (2): 2013-14, 2015-16

#### «Манчестер Сіті»
- Володар Кубка Ліги (4): 2017-18, 2018-19, 2019-20, 2020-21
- Чемпіон Англії (6): 2017-18, 2018-19, 2020-21, 2021-22, 2022-23, 2023-24
- Володар Суперкубка Англії (3): 2018, 2019, 2024
- Володар Кубка Англії (2): 2018-19, 2022-23
- Переможець Ліги чемпіонів УЄФА (1):  2022-23
- Володар Суперкубка УЄФА (1): 2023
- Переможець Клубного чемпіонату світу (1): 2023

#### Особисті
- Тренер року ФІФА: 2011
- Найкращий тренер в історії футболу — 5 місце (World Soccer)[7][8]
- Найкращий тренер в історії футболу — 5 місце (France Football)[9][10][11]
- Найкращий тренер в історії футболу — 18 місце (ESPN)[12]